# 1982년 FIFA 월드컵 예선
1982년 FIFA 월드컵 예선에는 총 109개국이 참가를 신청하였는데, 24장의 본선 진출권 가운데 스페인이 개최국 자격으로 자동 진출하게 되었고, 아르헨티나가 지난 대회 우승 팀 자격으로 자동 진출하여, 22장의 진출권을 놓고 예선을 치렀다.
1982년 FIFA 월드컵에 출전하게 될 22개의 티켓은 배분은 아래와 같이 이루어졌다.
- 유럽 (UEFA) : 14 장 (33개 팀), 13장 (본선 직행) + 1장 (개최국 스페인)
- 남아메리카 (CONMEBOL) : 4장 (9개 팀), 3장 (본선 직행) + 1장 (전년도 우승 팀 아르헨티나)
- 북아메리카 (CONCACAF) : 2장 (15개 팀)
- 아프리카 (CAF) : 2장 (29개 팀)
- 아시아 (AFC)와 오세아니아 (OFC) : 2장 (21개 팀)

## 지역 예선
- 유럽 (UEFA)

1조 - 서독, 오스트리아 본선 진출.
2조 - 벨기에, 프랑스 본선 진출.
3조 - 소련, 체코슬로바키아 본선 진출.
4조 - 잉글랜드, 헝가리 본선 진출.
5조 - 유고슬라비아, 이탈리아 본선 진출.
6조 - 북아일랜드, 스코틀랜드 본선 진출.
7조 - 폴란드 본선 진출.
- 남미 (CONMEBOL)

1조 - 브라질 본선 진출.
2조 - 페루 본선 진출.
3조 - 칠레 본선 진출.
- 북중미카리브 (CONCACAF)

엘살바도르, 온두라스 본선 진출.
- 아프리카 (CAF)

알제리, 카메룬 본선 진출.
- 아시아·오세아니아 (AFC·OFC)

뉴질랜드, 쿠웨이트 본선 진출.

## 본선 진출국

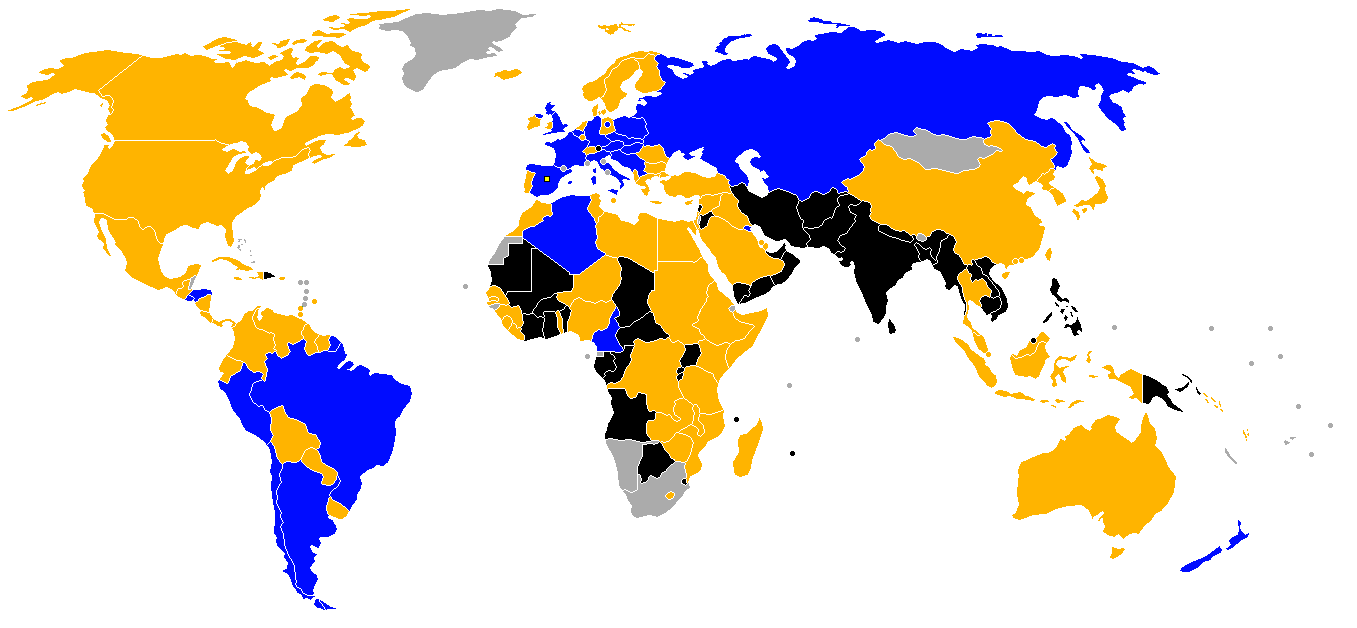
1982년 FIFA 월드컵 예선

|  | 본선 진출                 |
|  | 탈락 (기권과 실격을 포함) |
|  | 불참                      |
|  | FIFA 비회원               |

| 팀             | 참가 자격                                   | 본선 진출 확정일 | 통산 출전 횟수 | 마지막 진출 | 연속 진출 횟수 | 역대 최고 성적                         |
| -------------- | ------------------------------------------- | ---------------- | -------------- | ----------- | -------------- | -------------------------------------- |
| 스페인(H)      | 개최국                                      | 1966년 7월 6일   | 6              | 1978        | 2              | 4위 (1950)                             |
| 아르헨티나(C)  | 1978년 FIFA 월드컵 우승                     | 1978년 6월 25일  | 8              | 1978        | 3              | 우승 (1978)                            |
| 브라질         | 남미 예선 1조 1위                           | 1981년 3월 22일  | 12             | 1978        | 12             | 우승 (1958, 1962, 1970)                |
| 칠레           | 남미 예선 3조 1위                           | 1981년 6월 14일  | 6              | 1974        | 1              | 3위 (1962)                             |
| 페루           | 남미 예선 2조 1위                           | 1981년 9월 6일   | 4              | 1978        | 2              | 8강 (1970, 1978)                       |
| 폴란드         | 유럽 예선 7조 1위                           | 1981년 10월 10일 | 4              | 1978        | 3              | 3위 (1974)                             |
| 서독           | 유럽 예선 1조 1위                           | 1981년 10월 14일 | 10             | 1978        | 8              | 우승 (1954, 1974)                      |
| 벨기에         | 유럽 예선 2조 1위                           | 1981년 10월 14일 | 6              | 1970        | 1              | 1라운드 (1930, 1934, 1938, 1954, 1970) |
| 스코틀랜드     | 유럽 예선 6조 1위                           | 1981년 10월 14일 | 5              | 1978        | 3              | 조별 리그 (1954, 1958, 1974, 1978)     |
| 유고슬라비아   | 유럽 예선 5조 1위                           | 1981년 10월 17일 | 7              | 1974        | 1              | 4위 (1930, 1962)                       |
| 알제리         | 아프리카 최종 예선 승자                     | 1981년 10월 30일 | 1              | 첫 출전     | 1              | 첫 출전                                |
| 헝가리         | 유럽 예선 4조 1위                           | 1981년 10월 31일 | 8              | 1978        | 2              | 준우승 (1938, 1954)                    |
| 이탈리아       | 유럽 예선 5조 2위                           | 1981년 11월 14일 | 10             | 1978        | 6              | 우승 (1934, 1938)                      |
| 온두라스       | 북중미 최종 예선 1위                        | 1981년 11월 16일 | 1              | 첫 출전     | 1              | 첫 출전                                |
| 소련           | 유럽 예선 3조 1위                           | 1981년 11월 18일 | 5              | 1970        | 1              | 4위 (1966)                             |
| 잉글랜드       | 유럽 예선 4조 2위                           | 1981년 11월 18일 | 7              | 1970        | 1              | 우승 (1966)                            |
| 북아일랜드     | 유럽 예선 6조 2위                           | 1981년 11월 18일 | 2              | 1958        | 1              | 8강 (1958)                             |
| 오스트리아     | 유럽 예선 1조 2위                           | 1981년 11월 18일 | 5              | 1978        | 2              | 3위 (1954)                             |
| 엘살바도르     | 북중미 최종 예선 2위                        | 1981년 11월 22일 | 2              | 1970        | 1              | 조별 리그 (1970)                       |
| 체코슬로바키아 | 유럽 예선 3조 2위                           | 1981년 11월 29일 | 7              | 1970        | 1              | 준우승 (1934, 1962)                    |
| 카메룬         | 아프리카 최종 예선 승자                     | 1981년 11월 29일 | 1              | 첫 출전     | 1              | 첫 출전                                |
| 프랑스         | 유럽 예선 2조 2위                           | 1981년 12월 5일  | 8              | 1978        | 2              | 3위 (1958)                             |
| 쿠웨이트       | 아시아·오세아니아 최종 예선 1위             | 1981년 12월 14일 | 1              | 첫 출전     | 1              | 첫 출전                                |
| 뉴질랜드       | 아시아·오세아니아 최종 예선 플레이오프 승자 | 1982년 1월 10일  | 1              | 첫 출전     | 1              | 첫 출전                                |

- (H) - 개최국으로서 자동 진출
- (C) - 1978년 FIFA 월드컵 우승 팀으로서 자동 진출